# Trevor Donovan
Trevor Donovan Neubauer (11. listopada 1978.), američki glumac. Najpoznatiji je po ulogama Jeremya Hortona u američkoj sapunici "Naši najbolji dani" i Teddyja Montgomerya u TV seriji "90210".